# Marathon (Iowa)
Marathon és una població dels Estats Units a l'estat d'Iowa. Segons el cens del 2000 tenia 302 habitants.

## Demografia
Segons el cens del 2000, Marathon tenia 302 habitants, 138 habitatges, i 77 famílies. La densitat de població era de 159,7 habitants/km².
Dels 138 habitatges en un 18,8% hi vivien nens de menys de 18 anys, en un 47,1% hi vivien parelles casades, en un 7,2% dones solteres, i en un 44,2% no eren unitats familiars. En el 38,4% dels habitatges hi vivien persones soles el 18,1% de les quals corresponia a persones de 65 anys o més que vivien soles. El nombre mitjà de persones vivint en cada habitatge era de 2,19 i el nombre mitjà de persones que vivien en cada família era de 2,96.
Per edats la població es repartia de la següent manera: un 24,5% tenia menys de 18 anys, un 3,3% entre 18 i 24, un 24,2% entre 25 i 44, un 23,5% de 45 a 60 i un 24,5% 65 anys o més.
L'edat mediana era de 44 anys. Per cada 100 dones de 18 o més anys hi havia 94,9 homes.
La renda mediana per habitatge era de 20.982 $ i la renda mediana per família de 26.042 $. Els homes tenien una renda mediana de 23.750 $ mentre que les dones 17.000 $. La renda per capita de la població era de 12.751 $. Entorn del 19% de les famílies i el 22,5% de la població estaven per davall del llindar de pobresa.

## Poblacions més properes
El següent diagrama mostra les poblacions més properes.